# Panik (film fra 1984)
 For alternative betydninger, se Panik (flertydig). (Se også artikler, som begynder med Panik)
Panik er en dansk dokumentarfilm fra 1984, der er instrueret af Per Ingolf Mannstaedt efter manuskript af Helle Munk.

## Handling
Filmen handler om den indre panik - angsten i det moderne samfund. Den gennemspiller sit tema gennem en række scener, hvor mennesker udtrykker, hvad de er bange for. På denne måde berøres, hvem der er bange for hvad og i hvilke situationer. Sammenhængen mellem angst og kropsspændinger, mellem angsten og samfundets indretning, mellem angsten og international politik strejfes - og tre forskellige personers dagligliv og drømme udtrykker konkrete angstformer, som de kan optræde. Endelig vises, hvordan man i hjemmet og samfundet søger efter midler, der kan dæmpe angsten.